# Stuart N. Lake
Stuart N. Lake (* 23. September 1889 in Rome, New York; † 27. Januar 1964 in San Diego, Kalifornien) war ein US-amerikanischer Autor, der sich überwiegend mit dem sogenannten „Wilden Westen“ beschäftigte.
Sein bekanntestes Werk ist die 1931 erschienene Biografie Frontier Marshal über Wyatt Earp, welche die Legende über diesen Revolverhelden maßgeblich begründete. Die Biografie basiert auf Erzählungen des 80-jährigen Earp, die Lake (offenbar ungeprüft) in publikumswirksamer Form präsentierte und damit grundlegend dazu beitrug, das heute gültige Klischee vom Wilden Westen weiter zu untermauern, das bereits durch diverse Groschenromane, insbesondere die von Ned Buntline über Buffalo Bill in den 1870er Jahren, aufgebaut worden war.

## Filmografie
Folgende Filme basieren auf Lakes Büchern:
- 1967: Winchester 73, Remake für das Fernsehen
- 1953: Powder River (Der neue Sheriff)
- 1950: Winchester ’73
- 1946: My Darling Clementine (Faustrecht der Prärie, Tombstone bzw. Mein Liebling Clementine)
- 1944: Wells Fargo Days bzw. The Man from Tascosa
- 1940: The Westerner (In die Falle gelockt bzw. Der Westerner)
- 1939: Frontier Marshal
- 1937: Wells Fargo (Frisco-Express)
- 1934: Frontier Marshal (Das Geheimnis der Goldmine)
- 1928: Buck Privates